# Nabia
Nabia ou Navia était la déesse des rivières et de l'eau dans la mythologie luso-galiciennes, sur le territoire de la Galice moderne (Espagne), des Asturies (Espagne) et du Portugal. Elle est l'une des divinités  les plus observées, avec vingt épigraphes documentant leur culte dans une région qui comprend des Galiciens et des Lusitaniens.
De genre féminin, cette divinité pré-celtique d'origine indo-européenneest est généralement considérée comme une déesse de la fertilité. Les rivières actuelles de Navia et d'Avia, en Galice et aux Asturies, le fleuve Neiva, près de Braga (Bracara Augusta, ancienne capitale romaine de Gallaecia) et la rivière Nabão qui traverse la ville de Tomar peuvent partager l'étymologie.
La déesse Nabia était très populaire dans le territoire des Brácaros avec plusieurs inscriptions, comme celle de Braga Fonte do Ídolo (Portugais pour Fontaine de l'Idole).